# Coleoxestia rachelae
Espèce
Coleoxestia rachelae est une espèce de coléoptères de la famille des Cerambycidae.